# Samdrup Jongkhar (ville)
Pour les articles homonymes, voir Samdrup Jongkhar.
Samdrup Jongkhar est une ville du Bhoutan, située sur la frontière avec l'Inde, chef-lieu du dzongkhag éponyme de Samdrup Jongkhar.